# Bryologie
Bryologie of mossenstudie is de studie die zich traditioneel richt op bryofyten in de oude, wijde omgrenzing: de levermossen (Marchantiophyta, met als oude naam: Hepaticae), de mossen of bladmossen (Bryophyta, met als oude naam: Musci) en de hauwmossen (Anthocerotophyta, met als oude naam: Anthocerotae). Organisaties op dit terrein voor zowel amateurs als beroepsonderzoekers zijn onder andere de Bryologische en Lichenologische Werkgroep in Nederland, de Vlaamse Werkgroep Bryologie en Lichenologie (VWBL) in Vlaanderen en de International Association of Bryologists. 
Samen met andere organisaties wordt het tijdschrift Lindbergia uitgegeven. De BLWG geeft het tijdschrift Buxbaumiella en een electronische nieuwsbrief ("mosmail") uit. Een aandachtspunt in Nederland is daarbij de Nederlandse Rode Lijst voor de mossen.